# Ранчо Валкувија
Ранчо Валкувија (итал. Rancio Valcuvia) је насеље у Италији у округу Варезе, региону Ломбардија.
Према процени из 2011. у насељу је живело 548 становника. Насеље се налази на надморској висини од 297 м.

## Становништво
Према резултатима пописа становништва 2011. у општини је живело 935 становника.
| 1931. | 1936. | 1951. | 1961. | 1971. | 1981. | 1991. | 2001. | 2011. |
| ----- | ----- | ----- | ----- | ----- | ----- | ----- | ----- | ----- |
| 608   | 577   | 568   | 563   | 601   | 632   | 750   | 867   | 935   |